# Rho Tucanae
Rho Tucanae (ρ Tuc / HD 4089 / HR 187) es un sistema estelar de magnitud aparente +5,39 situado en la constelación de Tucana. Se encuentra a 133 años luz del sistema solar.
Rho Tucanae es una binaria espectroscópica cuya componente principal es una estrella blanco-amarilla de tipo espectral F6V, semejante a Tabit (π3 Orionis) o γ Serpentis.
Con una temperatura efectiva de 6223 K, su luminosidad es aproximadamente 6 veces superior a la luminosidad solar.
Gira sobre sí misma con una velocidad de rotación proyectada de 23,5 km/s, siendo su período de rotación igual o inferior a 5 días.
Su metalicidad —abundancia relativa de elementos más pesados que el helio— es muy similar a la solar ([Fe/H] = -0,03).
Diversos estudios estiman su masa entre 1,32 y 1,57 masas solares y su edad se sitúa en torno a los 1900 - 2640 millones de años.
La estrella acompañante es menos masiva, pudiendo tener sólo el 28% de la masa solar, lo que correspondería a una enana roja de baja masa.
El período orbital del sistema es de 4,82 días y la órbita es prácticamente circular, con una excentricidad muy pequeña (ε = 0,02).